# 中文音乐期刊
中文音乐期刊在1906年创造第一份，在1906到1965年底就已经有400多种。不完全的历史以创刊期排列如下。

## 1900年代
- 1906年，《音乐小杂志》，李叔同创办，在东京印刷，上海公益社出版，上海开明书店发行，但只出了一期就停刊了。
- 1908年，《烂花集》，张无为创办。

## 1910年代
- 1913年，《白阳》，李叔同以浙江一师校友会名义创办。

## 1950年代
- 1950年，《人民音樂》，由中國音樂家協會創辦。[1]

## 1970年代
- 1972年，《乐器》，月刊，北京出版，曾用名包括《乐器科技通讯》，《乐器科技简讯》，《乐器科技》，《中国乐器》。
- 1975年，《音乐研究》，季刊

## 1980年代
- 1985年，《北市國樂》，月刊，台北市立樂團期刊

## 1990年代
- 1993年，《樂覽》，月刊，台灣，原名《省交樂訊》

- 1994年12月 ～2000年1月 音樂時代  出版;主編：楊忠衡